# أوسو!
أوسو! (بالإنجليزية: Osu!)‏ هي لعبة رقصات من تطوير ونشر دين «بيبي» هيربيرت. تم إصدار اللعبة لمايكروسوفت ويندوز في 16 سبتمبر 2007 وتم نقل اللعبة لاحقا للماك أو إس. تملك اللعبة مجتمع رياضة إلكترونية فعال، كما يتم أحيانا اقتراحها من قبل اللاعبين المحترفين في الألعاب الأخرى من أجل التدريب.

## طريقة اللعب
هناك أربع أطوار رسمية: «أوسو!ستاندرت» (غالبا يتم تسميتها ب«أوسو!») و«أوسو!تايكو» و«أوسو!كاتش» و«أوسو!مانيا». يتم لعب هذه الأطوار من خلال خرائط الموسيقي. تحتوي خرائط الموسيقى على عدة عناصر مرتبة في أماكن مختلفة وفي نقاط زمنية مختلفة كما تكون خرائط الموسيقى مصحوبة بموسيقي تتناغم مع العناصر الموجودة. كل خريطة موسيقى تكون مصحوبة بخلفية، وفي بعض الأحيان تكون الخلفية صورة متعلقة بالأنمي. يمكن لعب اللعبة باستعمال عدة أجهزة لكن الأجهزة الأكثر شيوعا هي فأرة الحاسوب ولوح الرسم مع لوحة المفاتيح.

### أوسو!ستاندرت
أوسو!ستاندرت، يتم تسميتها أحيانا ب«أوسو!»، هو أكثر طور لعبا ويتم لعب خرائط الموسيقى فيه عن طريق الضغط على الدوائر وسحب السلايدر وتدوير السبينر. كما يمكن أيضا إضافة بعض التعديلات التي تضيف بعض المميزات أو تغير الصعوبة.

### أوسو!تايكو
أوسو!تايكو هو طور يتمثل في الضغط مع الإيقاع في واجهة تشبه الطبل.

### أوسو!كاتش
أوسو!كاتش هو طور يتمثل في التقاط الفواكه عن طريق التحكم في شخصية تحمل صحن.

### أوسو!مانيا
أوسومانيا هو طور يتمثل في الضغط على الألحان بشكل مشابه للبيانو. عدد المفاتيح يتدرج من 1 إلى 9.